# Jean-Michel Gros
Pour les articles homonymes, voir Gros.
Jean-Michel Gros, né le 18 avril 1953 à Genève (originaire de Dardagny) et mort le 30 juin 2023, est une personnalité politique suisse du canton de Genève, membre du Parti libéral suisse. Il est député au Conseil national de 1987 à 1999.

## Biographie
Jean-Michel Gros naît le 18 avril 1953 à Genève. Il est originaire de Dardagny, une commune du même canton. Il étudie à l'École d’œnologie et de viticulture de Lausanne et Changins. Il est viticulteur à Satigny.
De 2003 à 2006, il est membre du comité directeur de la Chambre de commerce et de l'industrie de Genève.

## Parcours politique
Membre du Parti libéral suisse (PLS), Jean-Michel Gros est élu au Conseil municipal de Satigny de 1983 à 1987, puis du Conseil administratif. Il siège au Grand Conseil du canton de Genève de 1985 à 1989 et de 2001 à 2010,. Il préside le Parti libéral du canton de Genève dans les années 1980.
Il siège au Conseil national de 1987 à 1999. Il préside le groupe libéral de 1995 à 1999. Il intervient beaucoup sur des sujets liés à l'économie et à la fiscalité et suit une ligne néolibérale. Il s'engage par ailleurs sur des objets touchant à sa profession, tels que l'arrêté sur la viticulture soumis en votation en 1990 ou la gestion des stocks excédentaires de vin,. En 1999, il dépose également une intervention parlementaire qui est à l'origine de la création du partenariat enregistré pour les couples homosexuels. Lors des élections fédérales 1999, il renonce à se représenter au Conseil national, mais est candidat au Conseil des États, sans succès,.
En 2001, il souhaite être candidat au Conseil d'État, mais l'assemblée des délégués du Parti libéral genevois lui préfère Martine Brunschwig Graf et Micheline Spoerri.